# Hlöd

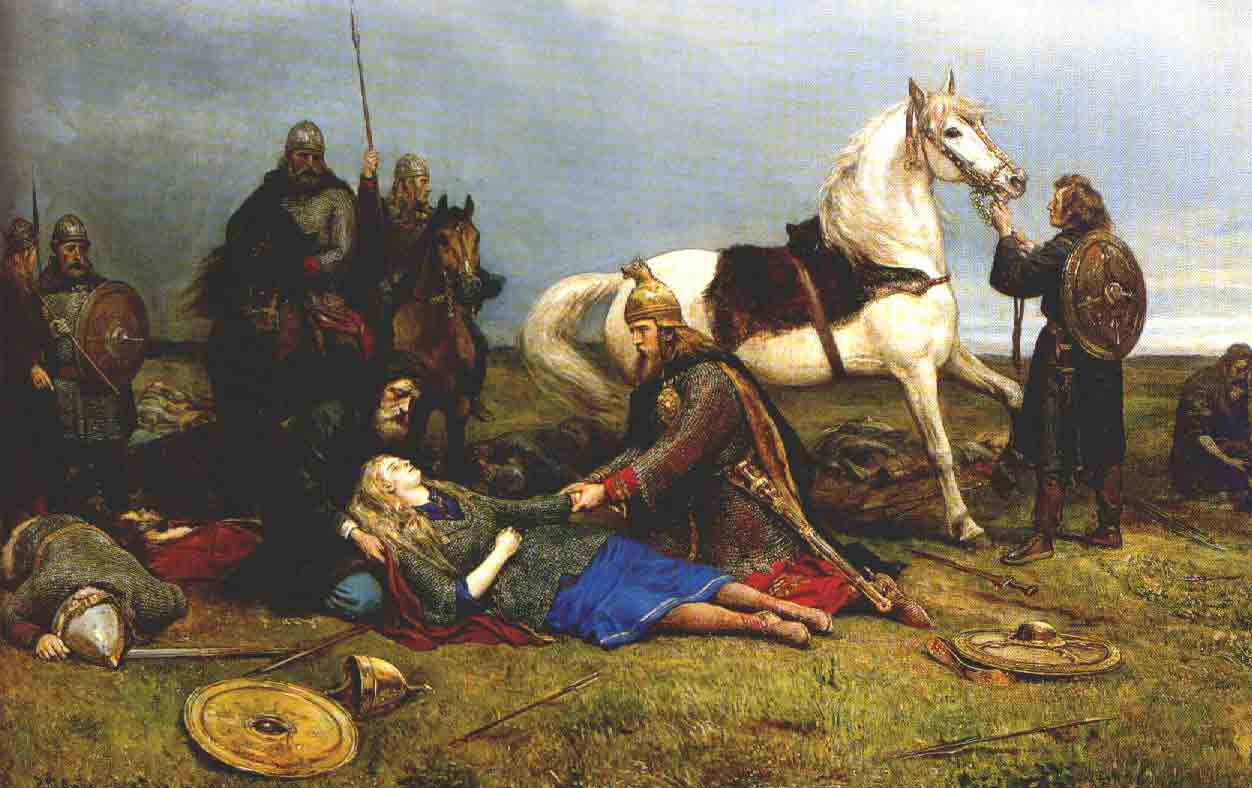
Hlöd quando trova sua sorella Hervor morta dopo la battaglia contro i Goti nel Myrkviðr. Il dipinto è di Peter Nicolai Arbo

Hlöd è un personaggio della mitologia norrena. Appare nella Saga di Hervör, ed è menzionato anche nel poema anglosassone Widsith come Hlith.

## Leggenda
Hlöd era il figlio illegittimo del re dei Goti Heidrek e della figlia del re degli Unni Sifka, e crebbe alla corte del nonno materno Humli. Quando il padre morì, si recò alla capitale dei Goti, Árheimar, per reclamare la sua parte di eredità. Il fratello, Angantyr, gli offrì grandi ricchezze, ma rifiutò di dividere a metà l'eredità, in quanto Hlöd, a differenza di Angantyr, era un figlio illegittimo. 
Hlöd, chiamato "bastardo" e "figlio di una schiava" da Gizur, il padre adottivo di Angantyr, tornò da Humli, che radunò allora una grande armata di Unni. Seguì un'epica battaglia tra Goti e Unni, della durata di otto giorni, al termine della quale i Goti, inferiori di numero, furono vincitori grazie al fatto che Angantyr brandiva la magica spada Tyrfing. Angantyr e Hlöd si incontrarono e Hlöd cadde per mano del fratello.